# Hongkong op de Olympische Zomerspelen 1984
Hongkong nam deel aan de Olympische Zomerspelen 1984 in Los Angeles, Verenigde Staten. Net als bij de zeven eerdere deelnames werd geen medaille gewonnen.

## Deelnemers en resultaten

### Atletiek
| Olympiër    | Discipline       | Resultaat | Prestatie                            |
| ----------- | ---------------- | --------- | ------------------------------------ |
| Lam Tin Sau | hoogspringen (m) | 26e       | kwalificatie groep B: 12de met 2,10m |
|             |                  |           |                                      |
| Yuko Gordon | marathon (v)     | 34e       | 2:46.12                              |
| Winnie Ng   | marathon (v)     | 31e       | 2:42.38                              |

### Boogschieten
| Olympiër        | Discipline      | Resultaat | Prestatie                                                                              |
| --------------- | --------------- | --------- | -------------------------------------------------------------------------------------- |
| Lo Kam Kuen     | individueel (m) | 56e       | 1ste ronde: 55ste met 1121 punten 2de ronde: 57ste met 1072 punten totaal: 2193 punten |
| Fok Ming-Shan   | individueel (m) | 57e       | 1ste ronde: 57ste met 1077 punten 2de ronde: 56ste met 1088 punten totaal: 2165 punten |
| Steve Yuen      | individueel (m) | 54e       | 1ste ronde: 54ste met 1129 punten 2de ronde: 55ste met 1094 punten totaal: 2223 punten |
|                 |                 |           |                                                                                        |
| Macy Lau        | individueel (v) | 37e       | 1ste ronde: 39ste met 1162 punten 2de ronde: 37ste met 1164 punten totaal: 2326 punten |
| Wang-Lau So-Han | individueel (v) | 47e       | 1ste ronde: 47ste met 1025 punten 2de ronde: 47ste met 1031 punten totaal: 2056 punten |
| Ng Wing-Na      | individueel (v) | 45e       | 1ste ronde: 45ste met 1091 punten 2de ronde: 45ste met 1057 punten totaal: 2148 punten |

### Judo
| Olympiër        | Discipline | Resultaat | Prestatie |
| --------------- | ---------- | --------- | --------- |
| Yeung Luen Lin  | -60kg (m)  | 18e       |           |
| Chong Siao Chin | -65kg (m)  | 9e        |           |
| Tan Chin Kee    | -71kg (m)  | 19e       |           |
| Li Chung Tai    | -78kg (m)  | 34e       |           |

### Kanovaren
| Olympiër                                                   | Discipline    | Resultaat | Prestatie                                             |
| ---------------------------------------------------------- | ------------- | --------- | ----------------------------------------------------- |
| Ng Hin Wan                                                 | K-1 500m (m)  | 19e       | serie 1: 7de in 2.14,60 herkansingen: 5de in 2.12,075 |
| Tsoi Ngai Won                                              | K-1 1000m (m) | 19e       | serie 1: 8ste in 4.44,09 herkansingen: 5de in 4.35,45 |
| Tang Kwok Cheung Tsoi Ngai Won                             | K-2 500m (m)  | 21e       | serie 1: 7de in 1.59,75 herkansingen: 6de in 1.52,81  |
| Cheung Chak Chuen Ng Hin Wan Ng Tsuen Man Tang Kwok Cheung | K-4 1000m (m) | 14e       | serie 1: 8ste in 3.21,05 herkansingen: 5de in 3.46,92 |
|                                                            |               |           |                                                       |
| Ho Kim Fai                                                 | K-1 500m (v)  | 11e       | serie 1: 6de in 2.30,95 herkansingen: 5de in 2.30,40  |
| Ho Kim Fai To Kit Yong                                     | K-2 500m (v)  | 10e       | serie 1: 5de in 1.50,51 herkansingen: 4de in 2.11,71  |

### Schermen
| Olympiër                                              | Discipline      | Resultaat | Prestatie                                    |
| ----------------------------------------------------- | --------------- | --------- | -------------------------------------------- |
| Lam Tak Chuen                                         | degen (m)       | 63e       | 1ste ronde groep 9: 5de met 0 overwinningen  |
| Denis Cunningham                                      | degen (m)       | 49e       | 1ste ronde groep 11: 5de met 2 overwinningen |
| Liu Chi On                                            | degen (m)       | 53e       | 1ste ronde groep 8: 5de met 1 overwinning    |
| Denis Cunningham Lai Yee Lap Lam Tak Chuen Liu Chi On | degen team (m)  | 16e       | 1ste ronde groep 2: 4de met 0 overwinningen  |
| Lam Tak Chuen                                         | floret (m)      | 51e       | 1ste ronde groep 7: 5de met 1 overwinning    |
| Ko Yin Fai                                            | floret (m)      | 47e       | 1ste ronde groep 3: 5de met 1 overwinning    |
| Lai Yee Lap                                           | floret (m)      | 48e       | 1ste ronde groep 10: 5de met 1 overwinning   |
| Ko Yin Fai Lai Yee Lap Lam Tak Chuen Liu Chi On       | floret team (m) | 14e       | 1ste ronde groep 2: 4de met 0 overwinningen  |

### Schietsport
| Olympiër       | Discipline              | Resultaat | Prestatie                       |
| -------------- | ----------------------- | --------- | ------------------------------- |
| Peter Rull Jr. | 50m geweer liggend (m)  | 55e       | 578 punten: (98-94-93-99-97-97) |
| Gilbert U      | 50m pistool (m)         | 36e       | 536 punten: (89-92-89-91-90-85) |
| Ho Chung Kin   | 25m snelvuurpistool (m) | 46e       | 560 punten: (291-285)           |
| Solomon Lee    | 25m snelvuurpistool (m) | 37e       | 576 punten: (276-284)           |
|                |                         |           |                                 |
| Anthony Chuang | skeet                   | 66e       | 149 punten                      |
| Chow Tsun Man  | skeet                   | 51e       | 178 punten                      |
| Cheng Shu Ming | trap                    | 41e       | 175 punten                      |

### Schoonspringen
| Olympiër     | Discipline   | Resultaat | Prestatie                          |
| ------------ | ------------ | --------- | ---------------------------------- |
| Andy Kwan    | 3m plank (m) | 24e       | voorronde: 24ste met 433,89 punten |
| Kam Yang Wai | 3m plank (m) | 27e       | voorronde: 27ste met 387,63 punten |

### Wielersport
| Olympiër                                                | Discipline         | Resultaat | Prestatie      |
| Weg                                                     | Weg                | Weg       | Weg            |
| ------------------------------------------------------- | ------------------ | --------- | -------------- |
| Choy Yiu Chung                                          | wegwedstrijd (m)   | DNF       | niet gefinisht |
| Hung Chung Yam                                          | wegwedstrijd (m)   | DNF       | niet gefinisht |
| Law Siu On                                              | wegwedstrijd (m)   | DNF       | niet gefinisht |
| Leung Hung Tak                                          | wegwedstrijd (m)   | DNF       | niet gefinisht |
| Choy Yiu Chung Hung Chung Yam Law Siu On Leung Hung Tak | ploegentijdrit (m) | 19e       | 2:17.24        |

### Zeilen
| Olympiër       | Discipline     | Resultaat | Prestatie                            |
| -------------- | -------------- | --------- | ------------------------------------ |
| Lee Keung Choi | windsurfer (m) | 32e       | 207,0 punten: (31-25-31-21-30-34-33) |

### Zwemmen
| Olympiër                                       | Discipline            | Resultaat | Prestatie               |
| ---------------------------------------------- | --------------------- | --------- | ----------------------- |
| Li Khai-kam                                    | 100m vrije slag (m)   | 36e       | serie 1: 4de in 53,48   |
| Ng Wing Hon                                    | 200m vrije slag (m)   | 49e       | serie 3: 7de in 2.03,66 |
| Tsang Yi Ming                                  | 200m vrije slag (m)   | 48e       | serie 6: 7de in 2.03,11 |
| Li Khai Kam                                    | 100m schoolslag (m)   | 39e       | serie 5: 6de in 1.08,75 |
| Watt Kam Sing                                  | 100m schoolslag (m)   | 37e       | serie 2: 5de in 1.08,07 |
| Watt Kam Sing                                  | 200m schoolslag (m)   | 38e       | serie 6: 6de in 2.32,13 |
| Tsang Yi Ming                                  | 100m vlinderslag (m)  | 38e       | serie 1: 5de in 58,25   |
| Tsang Yi Ming                                  | 200m vlinderslag (m)  | 39e       | serie 2: 6de in 2.08,44 |
| Ng Wing Hon                                    | 200m wisselslag (m)   | 33e       | serie 6: 6de in 2.18,64 |
| Tsang Yi Ming                                  | 200m wisselslag (m)   | 32e       | serie 2: 6de in 2.17,75 |
| Ng Wing Hon                                    | 400m wisselslag (m)   | 20e       | serie 1: 7de in 4.58,98 |
| Wu Ming Hsun                                   | 400m wisselslag (m)   | 22e       | serie 4: 7de in 5.02,94 |
|                                                |                       |           |                         |
| Fenella Ng                                     | 100m vrije slag (v)   | 34e       | serie 3: 6de in 1.01,82 |
| Kathy Wong                                     | 100m vrije slag (v)   | 32e       | serie 2: 6de in 1.01,03 |
| Fenella Ng                                     | 200m vrije slag (v)   | 30e       | serie 1: 6de in 2.13,94 |
| Fenella Ng                                     | 400m vrije slag (v)   | 25e       | serie 4: 7de in 4.43,41 |
| Lotta Flink                                    | 100m rugslag (v)      | 26e       | serie 1: 7de in 1.09,70 |
| Kathy Wong                                     | 100m rugslag (v)      | 27e       | serie 4: 7de in 1.10,19 |
| Lotta Flink                                    | 200m rugslag (v)      | 25e       | serie 2: 7de in 2.29,00 |
| Kathy Wong                                     | 200m rugslag (v)      | DNS       | serie 4: niet gestart   |
| Chow Lai Yee                                   | 100m schoolslag (v)   | 26e       | serie 1: 7de in 1.17,92 |
| Chow Lai Yee                                   | 100m schoolslag (v)   | 22e       | serie 1: 7de in 2.50,45 |
| Lotta Flink                                    | 200m wisselslag (v)   | 25e       | serie 2: 7de in 2.31,70 |
| Kathy Wong Fenella Ng Lotta Flink Chow Lai Yee | 4x100m vrije slag (v) | 12e       | serie 1: 6de in 4.12,53 |
| Lotta Flink Chow Lai Yee Kathy Wong Fenella Ng | 4x100m wisselslag (v) | 10e       | serie 1: 6de in 4.38,62 |

Algerije · Amerikaanse Maagdeneilanden · Andorra · Antigua en Barbuda · Argentinië · Australië · Bahama’s · Bahrein · Bangladesh · Barbados · België · Belize · Benin · Bermuda · Bhutan · Birma · Bolivia · Bondsrepubliek Duitsland · Botswana · Brazilië · Britse Maagdeneilanden · Canada · Centraal-Afrikaanse Republiek · Chili · China · Chinees Taipei · Colombia · Congo-Brazzaville · Costa Rica · Cyprus · Denemarken · Djibouti · Dominicaanse Republiek · Ecuador · Egypte · El Salvador · Equatoriaal-Guinea · Fiji · Filipijnen · Finland · Frankrijk · Gabon · Gambia · Ghana · Grenada · Griekenland · Groot-Brittannië · Guatemala · Guinee · Guyana · Haïti · Honduras · Hongkong · Ierland · IJsland · India · Indonesië · Irak · Israël · Italië · Ivoorkust · Jamaica · Japan · Joegoslavië · Jordanië · Kaaimaneilanden · Kameroen · Kenia · Koeweit · Lesotho · Libanon · Liberia · Liechtenstein · Luxemburg · Madagaskar · Malawi · Maleisië · Mali · Malta · Marokko · Mauritanië · Mauritius · Mexico · Monaco · Mozambique · Nederland · Nederlandse Antillen · Nepal · Nicaragua · Nieuw-Zeeland · Niger · Nigeria · Noord-Jemen · Noorwegen · Oeganda · Oman · Oostenrijk · Pakistan · Panama · Papoea-Nieuw-Guinea · Paraguay · Peru · Portugal · Puerto Rico · Qatar · Roemenië · Rwanda · Salomonseilanden · Samoa · San Marino · Saoedi-Arabië · Senegal · Seychellen · Sierra Leone · Singapore · Soedan · Somalië · Spanje · Sri Lanka · Suriname · Swaziland · Syrië · Tanzania · Thailand · Togo · Tonga · Trinidad en Tobago · Tsjaad · Tunesië · Turkije · Uruguay · Venezuela · Verenigde Arabische Emiraten · Verenigde Staten · Zaïre · Zambia · Zimbabwe · Zuid-Korea · Zweden · Zwitserland